# Padre Garcia
Padre Garcia is een gemeente in de Filipijnse provincie Batangas op het eiland Luzon. Bij de laatste census in 2010 telde de gemeente bijna 45 duizend inwoners. De gemeente is genoemd naar de geestelijke Vicente Garcia.

## Geografie
De gemeente ligt in een bergachtig landschap.

### Bestuurlijke indeling
Padre Garcia is onderverdeeld in de volgende 18 barangays:
| - Banaba - Banaybanay - Bawi - Bukal - Castillo - Cawongan - Manggas - Maugat East - Maugat West | - Pansol - Payapa - Poblacion - Quilo-quilo North - Quilo-quilo South - San Felipe - San Miguel - Tamak - Tangob |

## Demografie
Padre Garcia had bij de census van 2010 een inwoneraantal van 44.877 mensen. Dit waren 1.935 mensen (4,5%) meer dan bij de vorige census van 2007. Ten opzichte van de census van 2000 was het aantal inwoners gegroeid met 10.373 mensen (30,1%). De gemiddelde jaarlijkse groei in die periode kwam daarmee uit op 2,66%, hetgeen hoger was dan het landelijk jaarlijks gemiddelde over deze periode (1,90%).

De bevolkingsdichtheid van Padre Garcia was ten tijde van de laatste census, met 44.877 inwoners op 41,51 km², 1081,1 mensen per km².

## Economie
De gemeente is vooral bekend vanwege haar veemarkt.
Agoncillo · Alitagtag · Balayan · Balete · Batangas City · Bauan · Calaca · Calatagan · Cuenca · Ibaan · Laurel · Lemery · Lian · Lipa · Lobo · Mabini · Malvar · Mataasnakahoy · Nasugbu · Padre Garcia · Rosario · San Jose · San Juan · San Luis · San Nicolas · San Pascual · Santa Teresita · Santo Tomas · Taal · Talisay · Tanauan · Taysan · Tingloy · Tuy